# Benicull de Xúquer
Benicull de Xúquer, en valencien et officiellement (Benicull en castillan), est une commune de la province de Valence, dans la Communauté valencienne, en Espagne. Elle est située dans la comarque de la Ribera Baixa et dans la zone à prédominance linguistique valencienne. La commune a été créée le 1er septembre 2003 par séparation de la commune de Polinyà de Xúquer. Sa population s'élevait à 1 014 habitants en 2013.

### Sources
- (es) Varaciones de los municipios de España desde 1842, Ministerio de administraciones públicas, octobre 2008, 364 p. (lire en ligne) [PDF]